# Дом мастеров
Дом мастеро́в — музей народного искусства в городе Калуге. Расположен в украшенном резьбой по дереву доме середины XIX века, который является памятником истории и архитектуры.
Объект культурного наследия народов России федерального значения.

## История
Идея создать русский культурный центр и музей в Калуге с экспозицией предметов народных промыслов возникла ещё в начале 80-х годов XX века. В то время Владимир Никанорович Раков, художественный руководитель народного самодеятельного коллектива «Калужская тальянка», сотрудничал с научно-методическим центром народного творчества, который поддержал идею создания Дома мастеров.
Оказали помощь в воплощении задуманного председатель Всероссийского общества охраны памятников истории и культуры Иван Иванович Беляков и начальник управления культуры области Павел Васильевич Кудрявцев.
12 февраля 1992 года в Доме Слесаревых был учреждён клуб-музей «Дом мастеров». Для посетителей музей был открыт с 29 декабря 1992 года, когда в нём была проведена первая экскурсия.
Ныне музей — это Муниципальное бюджетное учреждение культуры города Калуги. Официальное название МБУК «Дом мастеров».

## Фонды музея
Экспозиция музея построена по принципу показа отдельных ремёсел: «Керамика», «Дерево», «Плетение», «Ткани» и «Современное прикладное искусство». Открывает экспозицию «Русская горница», где проходят творческие встречи и мастер-классы. Основой экспозиции является частная коллекция Владимира Никаноровича Ракова, заслуженного работника культуры города Калуга, собранная в 60—80-е годы XX века.
Русская горница
Горница — это самая большая и светлая комната в доме, где стояла печь — горн, — давшая название этой комнате. Здесь обычно принимали гостей и устраивали праздничные гуляния. В настоящее время здесь проводятся стационарные выставки современных мастеров, продолжателей традиционных ремёсел.
Керамика
В зале «Керамика» собраны изделия из глины: хлудневская игрушка (традиционная глиняная игрушка Калужской области), образцы гончарного промысла (крынки, кувшины, горшки, курильницы и т. д.), а также образцы калужской керамики для печей XIX века — изразцы.
Дерево
Зал «Дерево» включает в себя изделия тех промыслов, которые связаны с обработкой древесины: бондарный, самопрялочный, резьба и роспись по дереву.
Плетение
Работы мастеров, занимавшихся лозоплетением и плетением из липового лыка, собраны в зале «Плетение». Здесь и плетёная мебель, и корзины, и орудия для рыбной ловли. Особый интерес представляет коллекция лаптей.
Ткани
В зале «Ткани» находятся изделия, сделанные калужскими мастерицами. Сюда входит не только ткачество, но и прядение, вышивка, кружевоплетение, изготовление обрядовых кукол. Здесь же можно увидеть традиционный женский костюм калужской области образца XVIII века.
Современное декоративно-прикладное искусство
В последнем зале собраны работы современных мастеров, которые продолжают и поддерживают развитие традиционных промыслов Калужского края.

## Выставки, экспозиции и мастер-классы
В калужском Доме мастеров регулярно проводятся выставки предметов традиционной народной культуры и быта, произведений современного прикладного искусства (в том числе керамики, изделий из глины, дерева, войлока и шерсти, льняного жгута, корнепластики, кружевного плетения, интерьерных игрушек, вышивки), проходят мастер-классы и встречи с мастерами для передачи опыта и знаний подрастающему поколению. Для детей проводятся музыкально-игровые занятия, приуроченные к православным праздникам и праздникам народного календаря, организуются конкурсы по декоративно-прикладной тематике для детей и взрослых. В Доме мастеров выставляются работы детей, занимающихся в кружках клуба-музея, а также других детских творческих объединений Калужской области.
Особое место в деятельности музея занимают мероприятия, посвященную сохранению традиций народных игрушек — филимоновской, хлудневской, а также традиционных кукол разных народов мира и авторских игрушек.
Благодаря своей деревянной, немного напоминающей сказочную, архитектуре в новогодние праздники Дом мастеров служит официальной резиденцией Деда Мороза в Калуге. Также клуб-музей является соорганизатором многих городских праздничных мероприятий, проводит выставки, посвящённые значимым событиям отечественной истории.
С 2012 года в «Доме мастеров» существует кружок «Традиционное ткачество». Также здесь осуществляет свою деятельность народный самодеятельный коллектив «Калужская тальянка».

## «Калужская тальянка»
Ансамбль «Калужская тальянка» существует с 1987 года. Первое выступление состоялось 3 мая 1987 года в Калужском городском парке культуры и отдыха. Своё название носит с ноября 1988 года. В течение более чем тридцати лет художественным руководителем ансамбля был её основатель — Владимир Никанорович Раков (1941—2019).
За весь творческий период народным самодеятельным коллективом было проведено более 1000 концертов в разных городах России. «Калужская тальянка» регулярно принимает участие в ежегодных фестивалях и съездах гармонистов. В репертуаре ансамбля — народные обрядовые песни и композиции: свадьба, Масленица, Троица, хороводы, лирические и шуточные частушки. Основным направлением деятельности народного самодеятельного коллектива «Калужская тальянка» является сохранение, развитие и пропаганда традиций Калужского края.

## Галерея Л. А. Климентовской — филиал музея
Филиалом музея является расположенная в центре города (Театральная улица, д. 30) галерея известного калужского художника Людмилы Александровны Климентовской (29.09.1916—15.03.2000). После её кончины работы и некоторые личные вещи художницы были переданы в дар городу Калуге дочерью Галиной Михайловной Борисовой. Именно они и стали основой созданной осенью 2001 года галереи (в течение первого года — в качестве структурного подразделения картинной галереи «Образ»).
В настоящее время это пока единственный в Калуге музей, в котором выставлены полотна одного художника. Большинство представленных картин посвящены Калуге и её истории, городским пейзажам прошлого. Также в галерее экспонируются личные вещи, письма и документы Климентовской.

## Награды и премии
- В 2005 году Дом мастеров стал лауреатом национальной туристской премии имени Юрия Сенкевича министерства культуры России в номинации «Лучшие региональные музеи России»[56]
- 1 февраля 1990 года ансамбль «Калужская тальянка» был удостоен почётного звания «народный ансамбль»[57]
- Многократный лауреат общероссийского фестиваля «Играй, гармонь!»[49]

## Статьи и публикации
- Валерий Васильев. Владимир Раков: Во мне звенят ключи гремячевские… // Весть : газета. — 2006. — 23 февраля.
- Владимир Раков. С переплясом, с улыбкой, с игривостью… // Весть : газета Калужской области. — 2010. — 16 декабря.
- «Хлуднево – прошлое и настоящее»: история художественного промысла Калужской области в новой выставке Дома мастеров // SmileKaluga.ru : Культурно-развлекательный портал. — 2014. — 8 ноября.

## Внешние медиафайлы
- Музей Фатьянова. Калужский дом мастеров. Тур на спор. Выпуск 21 на YouTube — Официальный канал телерадиокомпании Губерния 33.
- В Доме мастеров прошел выпуск межнационального устного журнала «Лад» на YouTube — репортаж ВГТРК.